# Bathealton
Bathealton – wieś w Anglii, w hrabstwie Somerset, w dystrykcie (unitary authority) Somerset. Leży 71 km na południowy zachód od miasta Bristol i 229 km na zachód od Londynu. W 2002 miejscowość liczyła 182 mieszkańców.